# 256 Вальпурга
256 Вальпурга (256 Walpurga) — астероїд головного поясу, відкритий 3 квітня 1886 року Йоганном Палізою у Відні.